# تشارلز جونسون ودبيري
تشارلز جونسون ودبيري (بالإنجليزية: Charles Johnson Woodbury)‏ هو كاتب وشاعر أمريكي، ولد في 15 سبتمبر 1844، وتوفي في 13 مايو 1927.